# Буссе (Буркіна-Фасо)
Буссе (фр. Boussé) — місто і міська комуна в Буркіна-Фасо, в області Центральне Плато. Адміністративний центр провінції Курвеого.
Розташоване в центральній частині країни, на висоті 321 м над рівнем моря. Населення міської комуни (департаменту) Буссе за даними перепису 2006 року становить 41455 чоловік. Населення самого міста за оцінними даними на 2012 рік налічує 16 055 чоловік. Крім власне міста Буссе, міська комуна включає ще 16 сіл.